# VfR Lübeck
Der VfR Lübeck (vollständig: Verein für Rasensport Lübeck) war ein Fußballverein aus der Hansestadt Lübeck, der von der Saison 1921/22 bis zur Saison 1931/32 existierte und während dieser Zeit an der norddeutschen Meisterschaft teilnahm und 1924 die Meisterschaft in der Oberliga Mecklenburg/Lübeck, der damals höchsten Spielklasse, errang. Er entstand am 3. Juli 1921 durch die Fusion der beiden Fußballvereine FC Allemannia Lübeck und FC Germania Lübeck; der Verein löste sich im Frühjahr 1932 aufgrund finanzieller Schwierigkeiten auf und verkaufte die Sportstätte Wilhelmshöhe an die SV Polizei Lübeck, viele Mitglieder gingen ebenfalls zur SV Polizei, die 1945 im VfB Lübeck aufging.

## Geschichte
Vermutlich um die Kräfte im lübschen Fußball zu bündeln, schlossen sich der am 25. März 1905 gegründete FK Alemannia Lübeck und der 1913 gegründete FC Germania Lübeck zum VfR Lübeck zusammen. Vor der Fusion konnte nur der FC Alemannia Lübeck einmal (1919) an der Endrunde zur norddeutschen Meisterschaft teilnehmen und scheiterte dabei mit 0:5 an Holstein Kiel. Ansonsten belegten beide Vereine nur wenige Spitzenplätze in den Lübecker Ligen.
In die Ostkreisliga stieg der neu gegründete Verein bereits im ersten Jahr seines Bestehens mit 23:1 Punkten auf und belegte bereits in der ersten Spielzeit im Oberhaus auf Anhieb den dritten Platz. Damit war der VfR vor Gut Heil Lübeck und der Lübecker Turnerschaft die Nummer 2 im Lübecker Fußball. Auch im darauf folgenden Jahr ging der sportliche Aufstieg der Lübecker weiter, diesmal wurde in der neuen Bezirksliga Mecklenburg/Lübeck der erste Platz erreicht, mit dem die Qualifikation zur norddeutschen Meisterschaft einherging. Wie Allemannia bereits fünf Jahre zuvor, schied der VfR erneut in der ersten Runde gegen Holstein Kiel aus, dieses Mal verlor man 1:5.
In der Folgezeit konnte dann nicht mehr an sportliche Erfolge angeknüpft werden. Nachdem man zunächst einen dritten Platz erreicht hatte, konnte man sich 1925/26 und 1929/30 nur über die Abstiegsrunde in der höchsten Spielklasse halten, obwohl man in der Saison 1930 mit Spielern wie Otto und Wendland wieder stärker zu werden schien. In der Saison 1929/30 rettete man sich schließlich durch einen Sieg über Germania Wismar nach Verlängerung, der danach gezwungen war, an der Aufstiegsrunde zur Oberliga teilzunehmen. Auch 1931 kämpfte man gemeinsam mit Schwerin 03 nur gegen den Abstieg, nachdem man unter anderem dem Oldesloer SV mit 4:5 unterlag. Zwar konnte man in der letzten Spielzeit, an der man teilnahm, noch den Ortsrivalen Polizei Lübeck schlagen und den Klassenerhalt sichern, doch wegen der aufkommenden Finanzprobleme musste der VfR nicht nur seine Sportanlage Wilhelmshöhe, die am 5. Oktober 1924 eingeweiht worden war, an die SV Polizei verkaufen. Die meisten Mitglieder traten der SV Polizei bei. Der Verein löste sich im Frühjahr 1932 auf.
| Spielzeit | Liga                           | Ligaebene | Platzierung | Punktzahl | Tore  | Anmerkungen                                              |
| --------- | ------------------------------ | --------- | ----------- | --------- | ----- | -------------------------------------------------------- |
| 1922/23   | Ostkreisliga                   | 1         | 3. Platz    | 17:11     | 34:28 |                                                          |
| 1923/24   | Bezirksliga Lübeck/Mecklenburg | 1         | 1. Platz    | 19:09     | 34:23 | Meister und Teilnahme an der norddeutschen Meisterschaft |
| 1924/25   | Bezirksliga Lübeck/Mecklenburg | 1         | 3. Platz    | 16:12     | 39:28 |                                                          |
| 1925/26   | Bezirksliga Lübeck/Mecklenburg | 1         | 6. Platz    | 15:21     | 40:46 |                                                          |
| 1926/27   | Bezirksliga Lübeck/Mecklenburg | 1         | 4. Platz    | 11:17     | 42:45 |                                                          |
| 1927/28   | Bezirksliga Lübeck/Mecklenburg | 1         | 3. Platz    | 10:10     | 24:23 | Die Liga wurde in zwei Staffeln ausgespielt              |
| 1928/29   |                                |           |             |           |       | Fußball-Revolution                                       |
| 1929/30   | Oberliga Lübeck/Mecklenburg    | 1         | 6. Platz    | 11:17     | 27:53 | Relegationsspiel gegen Wismar: 1:0 n. V.                 |
| 1930/31   | Oberliga Lübeck/Mecklenburg    | 1         | 7. Platz    | 12:16     | 17:35 |                                                          |
| 1931/32   | Oberliga Lübeck/Mecklenburg    | 1         | 7. Platz    | 08:18     | 17:47 | Beitritt zur SV Polizei                                  |

## Erfolge
- Meister der erstklassigen Bezirksliga Lübeck/Mecklenburg 1924
- Teilnahme an der norddeutschen Fußballmeisterschaft 1924

## Sportstätte
Der Verein für Rasensport trug seine Heimspiele zunächst auf dem Kasernenhof an der Fackenburger Allee aus, ehe 1924 an der Schwartauer Allee eine eigene Sportstätte errichtet wurde. Der Sportplatz Wilhelmshöhe wurde am 5. Oktober 1924 mit einem Spiel gegen ABTS Bremen eröffnet. Zur Saison 1931/32, als auch viele Spieler des VfR zur Polizei übertraten, wurde die Sportanlage an die SV Polizei verkauft. Ursprünglich gab es auf der Sportstätte zwei Spielfelder und ein für die Oberliga genügendes Umfeld. Nach einer Umbaumaßnahme durch die Polizei wurde ein Teil dieser Fläche allerdings für andere Zwecke bebaut und genügte auch aufgrund schlechter Bodenbedingungen fortan nicht mehr den Ansprüchen des Gauligisten und neuem Besitzer.

## Verweise, Quellen und Anmerkungen
1. ↑  Bericht aus der Spielzeit 1930 (Seite nicht mehr abrufbar, festgestellt im Mai 2019. Suche in Webarchiven)  Info: Der Link wurde automatisch als defekt markiert. Bitte prüfe den Link gemäß Anleitung und entferne dann diesen Hinweis..
2. 1 2 3 4 5  Christian Jessen: VfB Lübeck. Ein Jahrhundert Fußball-Geschichte in der Hansestadt. Verlag Die Werkstatt, Göttingen 2019, ISBN 978-3-7307-0460-8, S. 20–21, 280 f.
3. ↑  Die Ostkreisliga war seinerzeit die höchste Liga Lübecks und Mecklenburgs.
4. ↑  Die Bezirksliga Mecklenburg/Lübeck war identisch mit der Ostkreisliga.
5. ↑  Bericht über die Oberliga 1930 (Seite nicht mehr abrufbar, festgestellt im Mai 2019. Suche in Webarchiven)  Info: Der Link wurde automatisch als defekt markiert. Bitte prüfe den Link gemäß Anleitung und entferne dann diesen Hinweis..
6. ↑  Das Abstiegsspiel wurde zunächst aufgrund Punktgleichheit zwischen Lübeck und Wismar ausgetragen. Der Verlierer musste anschließend gemeinsam mit dem letztplatzierten Verein in die Aufstiegsrunde mit den Meistern der untergeordneten Klassen.
7. ↑  1931 (Seite nicht mehr abrufbar, festgestellt im Mai 2019. Suche in Webarchiven)  Info: Der Link wurde automatisch als defekt markiert. Bitte prüfe den Link gemäß Anleitung und entferne dann diesen Hinweis..
8. ↑  1932 (Seite nicht mehr abrufbar, festgestellt im Mai 2019. Suche in Webarchiven)  Info: Der Link wurde automatisch als defekt markiert. Bitte prüfe den Link gemäß Anleitung und entferne dann diesen Hinweis..
9. ↑  Trotz des sportlichen Klassenerhaltes nahmen die Lübecker nicht an der letzten Oberligaspielzeit teil.
10. ↑  Die genauen Ergebnisse aus den Spielzeiten 1930/31 und 1931/32 sind nicht bekannt. Beide Male war der VfR um den siebenten Platz platziert.
11. ↑  Walter Bergmann (Hrsg.): 30 Jahre VfB Lübeck. über BSV Vorwärts, Lübeck von 1919 und Sportvereinigung „Polizei“ Lübeck e. V. Festschrift. Verein für Bewegungsspiele, Lübeck 1949, S. 51/52.